# Aloe intermedia
Aloe intermedia é uma espécie de liliopsida do gênero Aloe, pertencente à família Asphodelaceae.